# لقاحات خلوية
تُطوّر اللقاحات الخلوية من خلال سلالات الخلايا الثدية بدلًا من الطريقة الأكثر شيوعًا التي يُستخدم فيها بيوض الدجاج الجنينية لتطوير المستضدات. أجريت أبحاث على نطاق واسع في السنوات الأخيرة في إمكانية استخدام تقنيات الزرع الخلوي في تطوير لقاحات فيروسية كمنصة مكملة وبديلة للاستراتيجيات الحالية القائمة على البيوض. تعمل اللقاحات من خلال تحضير جهاز المناعة لمحاربة الأمراض عن طريق توليد استجابة مناعية للعوامل المسببة للأمراض. تمكن هذه الاستجابة المناعية جهاز المناعة من العمل بسرعة وفاعلية أكبر عند التعرض للعوامل المرضية لاحقًا، وهي الوسيلة الأكثر فعالية حتى الآن في محاربة الأمراض السارية والمعدية.

## مزايا السلالات الخلوية
تتمثل الفائدة الرئيسية للقاحات الخلوية من خلال إمكانية إنتاجها بسرعة أثناء الجائحات المرتقبة. قد يوفر إنتاج المستضد المعتمد على الخلية إنتاجًا أسرع وأكثر استقرارًا للقاحات مقارنة ببيوض الدجاج الجنينية، والذي ينتج 1-2 جرعات من اللقاح لكل بيضة دجاج. على الرغم من أن الخلايا المضيفة تتكاثر جيدًا في بيوض الدجاج، لكن إنتاج اللقاح بخلايا الثدييات لا يعتمد على الإمداد الكافي من بيض الدجاج لإنتاج كل لقاح. بالإضافة إلى ذلك، تتيح اللقاحات الخلوية إمكانية إنتاج لقاحات فيروسية متعددة ضمن نفس منصات الإنتاج والمرافق لكن ضمن بيئة أكثر عقامة. بالإضافة إلى ذلك، فإن بعض السلالات لا تنمو بشكل جيد على بيوض الدجاج الجنينية.
يمكن تنمية السلالات الخلوية في أوساط صناعية لاجتناب المصل الحيواني الذي قد يشكل مشكلة من ناحية العقامة، وبشكل أكثر تحديدًا، فهي تمنع انتقال اعتلال الدماغ الإسفنجي. تشمل الميزات الأخرى الحد من التفاعلات التحسسية الحاصلة بسبب البيوض. قد يؤدي تطوير اللقاح المعتمد على البيوض أيضًا إلى حدوث تغييرات فيروسية تجعل الأجسام المضادة الناتجة عن اللقاح أقل فعالية مباشرة من اللقاحات الخلوية.

## اللقاحات الخلوية المُوافق على استخدامها

### الإنفلونزا

#### فلوبلوك
طورته شركة بروتين ساينسيس، يُنتج فلوبلوك باسختدام خلايا الحشرات. وافقت عليه إدارة الغذاء والدواء الأمريكية في عام 2013، للاستخدام في الولايات المتحدة وهو مناسب للأشخاص الذين يعانون من حساسية تجاه البيض.

#### فلوسيلفاكس
وافقت إدارة الغذاء والدواء الأمريكية على فلوسيلفاكس كأول لقاح إنفلونزا خلوي قائم على السلالات الخلوية الثدية في الولايات المتحدة عام 2012. أنتج اللقاح من قبل شركة نوفارتيس من خلال زرع السلالات الخلوية الكلوية الكلبية Madin-Darby . يستهدف فلوسيفلاكس أربعة تحت أنماط محددة للإنفلونزا والتي تشمل النوع الفرعي إتش 1 إن 1 للإنفلونزا أ، النوع الفرعي إتش 3 إن 2 للإنفلونزا أ واثنان من فيروسات الإنفلونزا ب. وافق على استخدام اللقاح لدى الأشخاص الذين تزيد أعمارهم عن ثلاث سنوات. أظهر فلوسيلفاكس في التجارب السريرية مستويات مماثلة من الفعالية والاستمناع للقاحات القائمة على البيوض.

#### أوبتافلو
وافقت الوكالة الأوروبية للأدوية على أوبتافلو الذي أنتجته شركة نوفارتيس في عام 2009، وذلك لاستخدامه في الدول التابعة للاتحاد الأوروبي. أوبتافلو مطابق لفلوسيلفاكس تقريبًا إذ يُنتج باستخدام نفس السلالات الخلوية الكلوية الكلبية Madin-Darby ويستهدف نفس الأنماط الفرعية للإنفلونزا. تشتمل الاختلافات الرئيسية على اختلافات في مواصفات الإصدار من ناحية السلامة والجودة والفعالية، ويرجع ذلك في الغالب إلى الاختلافات بين المعايير والاختبارات التنظيمية الأمريكية والأوروبية.

### فيروس الروتا
وافقت إدارة الغذاء والدواء الأمريكية على لقاحين من لقاحات فيرو الخلوية القائمة على سلالات خلوية ثدية، وهما لقاح Rotarix من شركة جلاكسو سميث كلاين و RotaTeq من شركة ميرك.

### الحصبة
Attenuvax هو لقاح للحصبة تمت الموافقة عليه في عام 2007 وطُوّر باستخدام سلالة خلوية أولية.

### الجدري
ACAM2000 هو لقاح ضد الجدري وافقت عليه إدارة الغذاء والدواء في عام 2007.

### شلل الأطفال
وافقت إدارة الغذاء والدواء على IPOL، الذي طورته شركة سانوفي باستور، في عام 1987.

### داء الكلب
Verorab، الذي طورته سانوفي باستور أيضًا، هو لقاح ضد داء الكلب يعتمد على خلايا فيرو في الثدييات ومعتمد من قبل منظمة الصحة العالمية.

### لقاحات أخرى تعتمد على خلايا فيرو
Ixiaro بواسطة فالينفا إس إي لالتهاب الدماغ الياباني.